# Mordellistena obscuriventris
Mordellistena obscuriventris là một loài bọ cánh cứng trong họ Mordellidae. Loài này được Píc miêu tả khoa học năm 1927.

## Hình ảnh

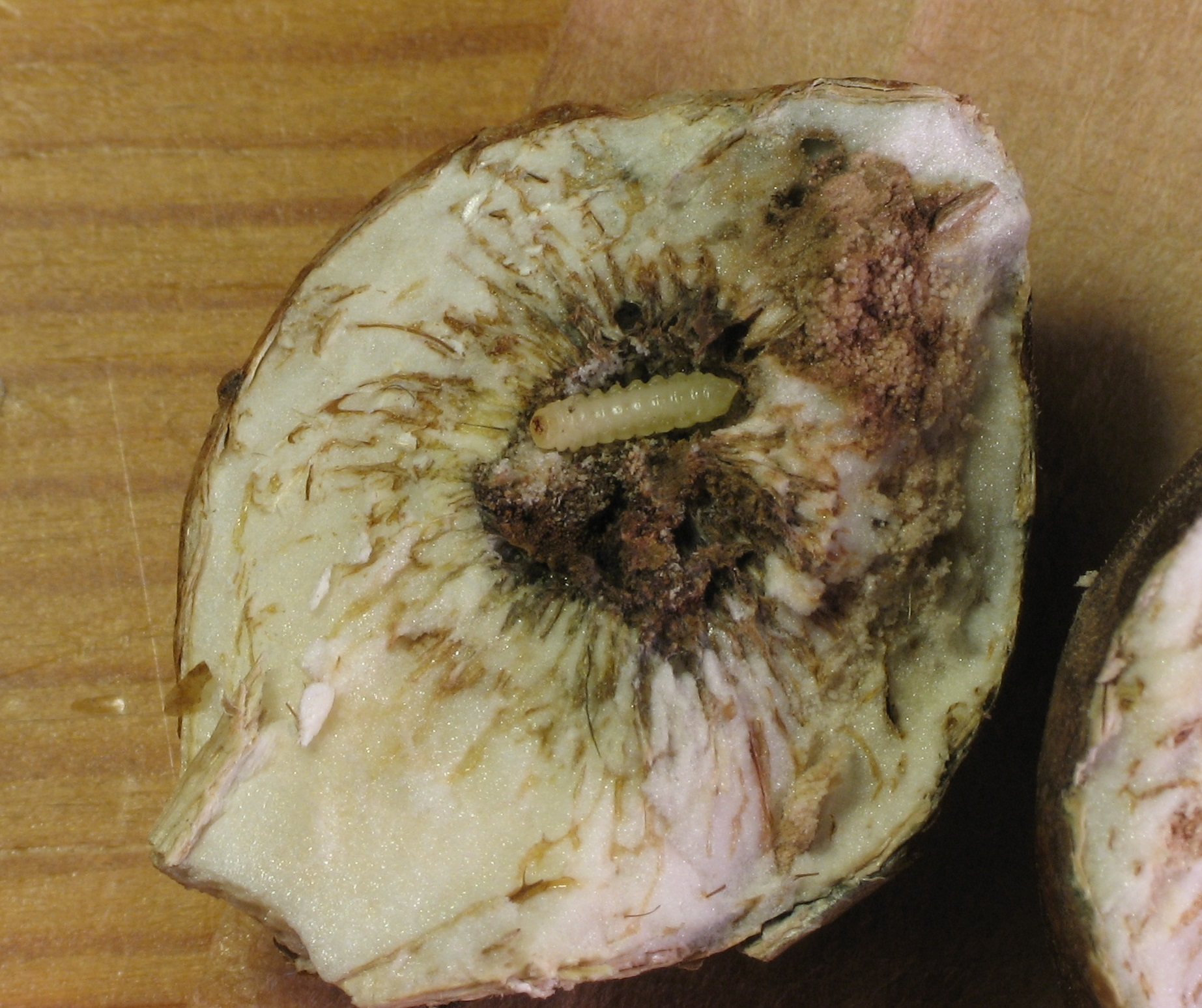